# Plexo nervoso
Plexo nervoso é uma expressão que se origina do latim plexu significando "enlaçamento" designando em anatomia a rede de vasos ou nervos, nesse caso nervos, do sistema nervoso periférico e autônomo.
Segundo o clássico de anatomia humana de L. Testut e A. Latarjet constituem-se como as formas organização dos nervos raquídeos ou espinhais, que nascem na medula espinhal e atravessam os forames de conjugação para distribuir-se pelos órgãos a que estão destinados. Segundo esses autores os nervos raquídeos dividem-se tal qual as vertebras em:
a) Nervos cervicais
b) Nervos dorsais (torácico)
c) Nervos lombares
d) Nervos sacros
e) Nervo coccígeno

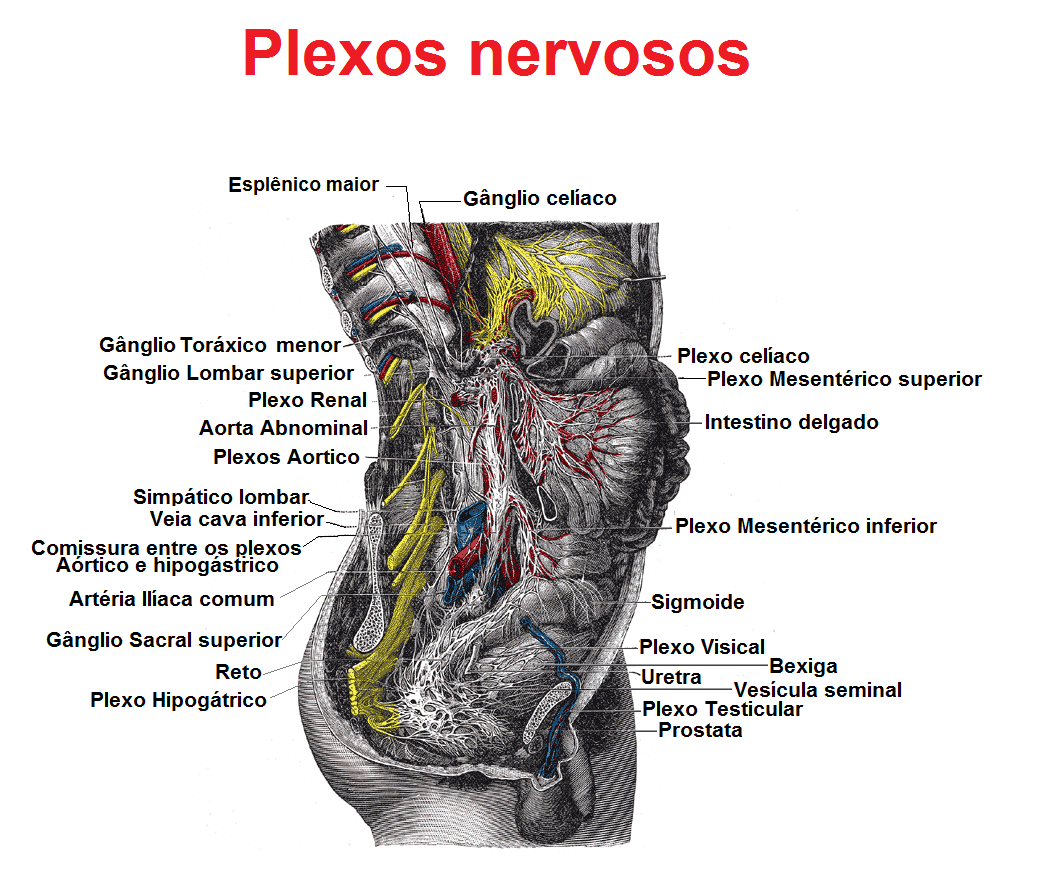
Plexo hipogástrico superior segundo o Gray's Anatomy, 1858

A partir de suas anastomoses formam-se os quatro (4) plexos nervosos no tronco. São eles:
- Plexo braquial, leva as ligações nervosas ao peito, ao ombro, ao braço, ao antebraço e à mão.
- Plexo lombar, leva as ligações nervosas às costas, ao abdómen, à virilha, à coxa, ao joelho e à perna.
- Plexo cervical, leva as ligações nervosas à cabeça, ao pescoço e ao ombro.
- Plexo sacral, leva as ligações nervosas à pelve, às nádegas, aos órgãos sexuais, à coxa, à perna e ao pé. Os nervos intercostais estão localizados entre as costelas.[3]

## Características
Os ramos anteriores dos nervos raquídeos (motores), ao contrário dos ramos posteriores (sensitivo) que caminham isoladas, se unem entre si em anastomoses que podem se distinguir subconjuntos de fibras e gânglios para formar 6 plexos: Cervical; Braquial; Nervos intercostais; Plexo lombar; Plexo sacro e Plexo sacro-coccígeno  (Testut; Latarjet, oc.)
O Plexo autônomo ou periférico do sistema nervoso autônomo corresponde a  cadeias paravertebrais, tóraco lombares e nervos craniais e sacrais do parasimpático.
O tronco simpático é formado por uma cadeia de gânglios e rede interganglionar de anastomoses. Na porção cervical formam-se freqüentemente 3 gânglios cervical superior, médio, inferior. Na porção torácica do tronco  simpático o número de gânglios é usualmente menor (10 a 12) Na porção lombar temos 3 a 5 gânglios. Na sacral 4 a 5 e na coccígea apenas 1, o gânglio ímpar 
A parte craniana do SN Parassimpático é constituída por alguns núcleos do tronco encefálico, gânglios e fibras nervosas em relação com alguns nervos cranianos (III, VII, IX, X) situados na região da face e conexões com nervos espinhais - gânglio cervical superior (olho, ouvido, mucosa, glândula salivar - C2 - C4) , Núcleo cardíaco superior do vago (C8 - T1) e no pneumogástrico  com neurônios pós ganglionares próximos e dentro das vísceras formam-se anastomoses em plexos como o submucoso (de Meissner) os mioentéricos (de Auerbach). Parte sacral corresponde aos nervos sacrais 2, 3 e 4. (Machado A., o.c.)
O plexo solar, se origina de anastomoses raízes n. torácicas constituído por vasta rede que se subdivide acompanhando distribuição aorta e o tronco celíaco formando 12 plexos secundários, constituem mecanismos eferentes do sistema nervoso autônomo pós ganglionar.
A complexidade da regulação orgânica e a constatação de que o intestino contém células nervosas que podem "ter autonomia", ou seja, operar o órgão sem "instruções" de cérebro e da medula espinhal bem como o volume ou massa total de neurônios presentes na região tem se contitiído como uma nova disciplina científica ou área de pesquisa a neurogastroenterologia. Segundo Gershon, diretor do departamento de anatomia e biologia celular da Columbia University  a neurogastroenterologia se inciou com as pesquisas de fisiologia dos movimentos peristálticos de Bayliss e Starling na Inglaterra do século XIX. somadas às descrições do plexo mioentérico por Leopold Auerbach (1828 – 1897), sendo até hoje conhecido por plexo de Auerbach e a descoberta do plexo submucoso, por sua localização abaixo do  revestimento da cavidade interna do intestino, conhecido como plexo de Meissner em homenagem à seu identificador Georg Meissner (1829 – 1905) que também dá o nome por seus méritos aos mecanoreceptores do sistema nervoso hoje conhecidos como corpúsculos de Meissner. Ainda segundo Gershon, 2000, entre as mais recentes descobertas da neurogastroenterologia estão a identificação dos receptores entéricos de serotonina e e função desse neurotransmissor na regulação orgânica.

## Dermátomos
Denomina-se dermátomos o território cutâneo"inervado por fibras de uma única raiz dorsal. Recebe o nome da raiz que o forma, correspondem portanto aos 31 pares de nervos espinhais: 8 cervicais; 12 torácicos; 5 lombares; 5 sacrais; 1 coccígeo (Machado, A., o.c.)

## Plexos em imagens

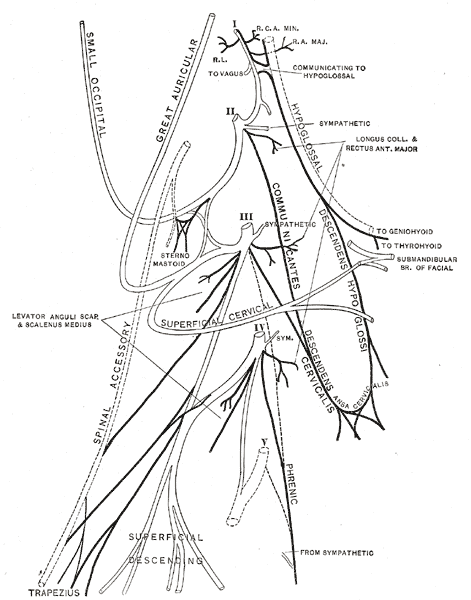
Plano do plexo cervical.
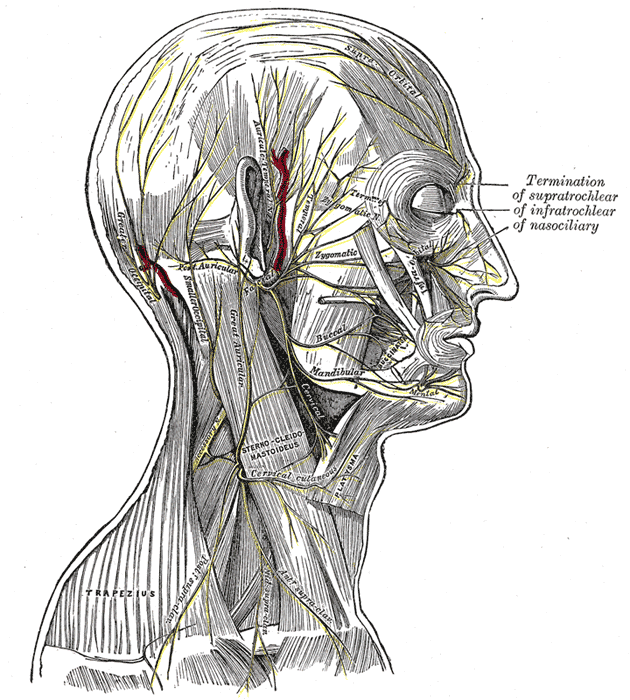
Nervos do couro cabeludo, rosto e lateral do pescoço.
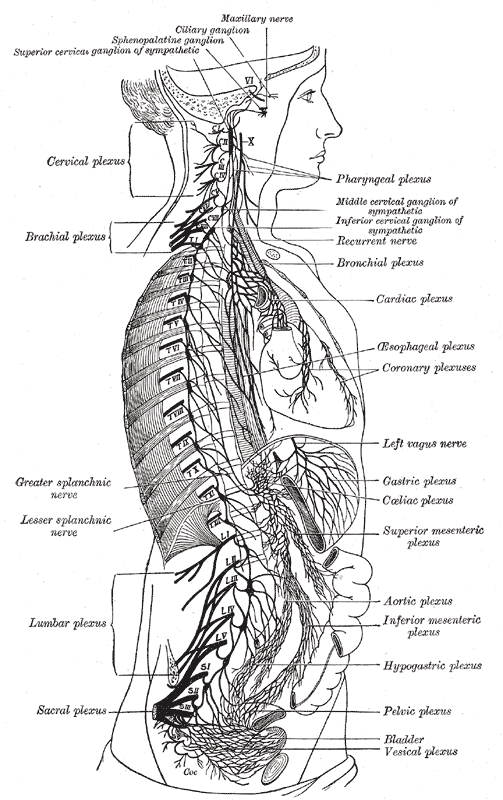
Cadeia simpática direita e suas conexões.
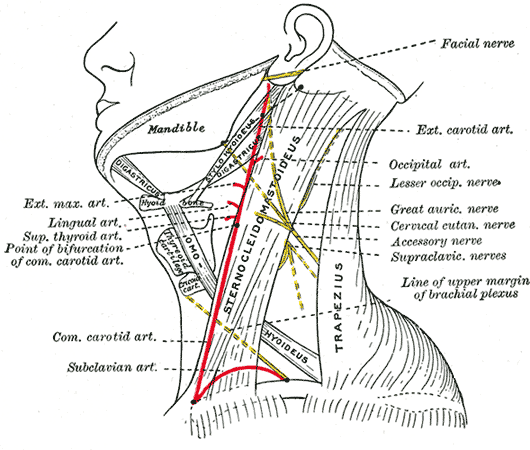
Vista lateral do pescoço.
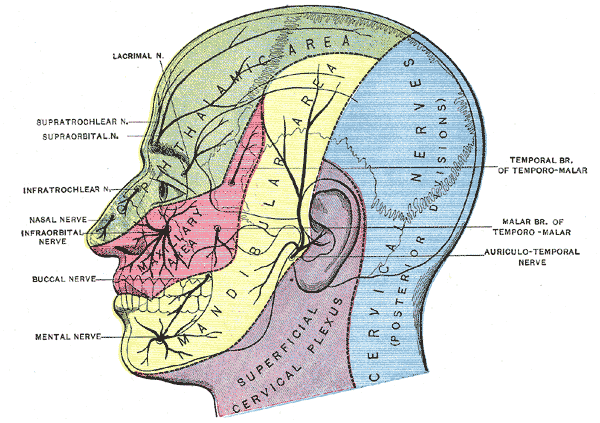
Dermátomo distribuição do nervo trigêmeo (plexo cervical superficial em roxo e azul.)
Plexo braquial com delimitação de raízes, troncos e feixes.
Diagrama da distribuição segmentar dos nervos cutâneos do membro superior direito.
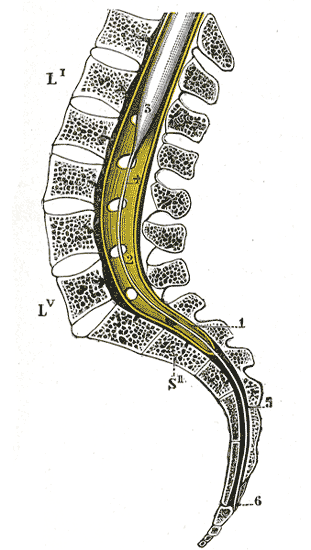
Corte sagital porção medular final no canal vertebral.
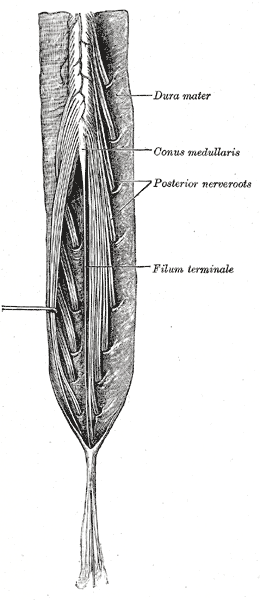
Cauda equina and filum terminale.
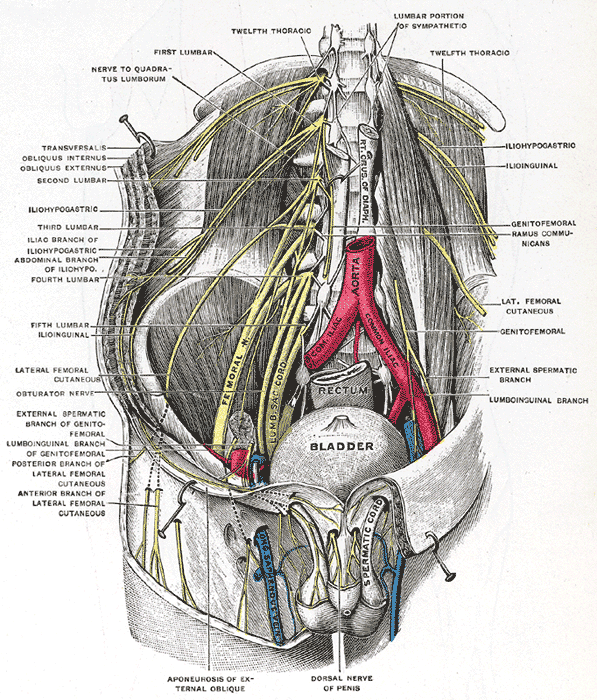
Dissecção superficial e profunda do plexo lombar.
Plexo sacro.
Diagrama dermátomos do membro inferior.
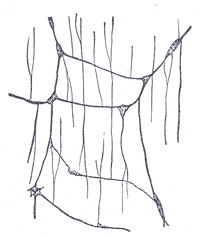
Plexo submucoso do coelho 50 X.
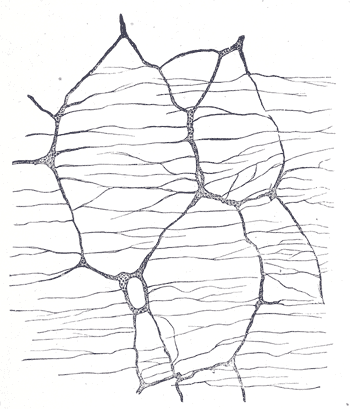
Plexo mioentérico do coelho 50 X.
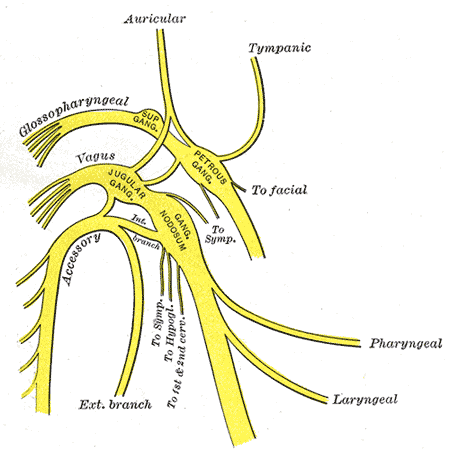
Nervo vago.
Tratos ascendentes e descendentes da medula espinhal.